# Welternährungspreis
Der Welternährungspreis (World Food Prize) ist eine internationale Auszeichnung für Personen, die besondere Leistungen für die Verbesserung der Quantität, Qualität oder Verfügbarkeit von Lebensmitteln erbracht haben.
Der Preis wurde 1986 vom Friedensnobelpreisträger Norman Ernest Borlaug geschaffen und wird seit 1990 vom Geschäftsmann und Philanthropen John Ruan finanziert. Der Preis berücksichtigt Beiträge auf allen Gebieten, die der Welternährung dienen: Ernährungswissenschaft, Agrarwissenschaft und Agrartechnologie, Produktion, Marketing, Lebensmittelforschung, Volkswirtschaftslehre, Armutsbekämpfung, politische Initiativen und Sozialwissenschaften. Neben der Anerkennung persönlicher Leistungen sah Borlaug den Preis auch als Mittel, Vorbilder zu etablieren, die andere inspirieren würden.
Die offizielle feierliche Preisverleihung erfolgt in Des Moines, Iowa im Sitzungssaal des Iowa State Kapitol. Zur selben Zeit wird das World Food Prize International Symposium veranstaltet, das sich jedes Jahr mit einem Thema betreffend Welthunger und Sicherung der Welternährung beschäftigt.

## Kritik
Kritik kommt von NGOs und von Trägerinnen und Trägern des Alternativen Nobelpreises, welche die intransparenten Interessen hinter diesem Preis kritisieren. So wird der Preis von ihnen unangenehmen Unternehmen, wie zum Beispiel Monsanto, unterstützt.
So verurteilten nach der Bekanntgabe der Preisträger im Juni 2013 internationale Experten wie 81 Preisträger des Right Livelihood Awards („Alternativer Nobelpreis“) und Mitglieder des World Future Council (Weltzukunftsrat), die Verleihung des World Food Prize an Führungskräfte von Monsanto und zeigten sich entsetzt und empört über die Verleihung an Wissenschaftler und Führungskräfte von Firmen, die genmanipuliertes Saatgut herstellen und vertreiben. Die Kritik wendet sich in diesem Fall speziell gegen Robert Fraley, Executive Vice President und Chief Technology Officer von Monsanto.

## Preisträger
Die Preisträger werden jährlich im Oktober geehrt. Die Preisträger erhalten 250.000 US-Dollar. Die Veröffentlichung der Preisträger erfolgt Ende Frühling/Anfang Sommer vor der feierlichen Anerkennung im Oktober.
| Jahr | Preisträger                                              | Leistung |
| ---- | -------------------------------------------------------- | --- |
| 1987 | M. S. Swaminathan                                        | Einführung von Hochertrags-Weizen und Reissorten in Indien, Grüne Revolution. |
| 1988 | Robert F. Chandler                                       | Gründungsdirektor des International Rice Research Institute, Förderung der Entwicklung tropischer Reissorten, Verdopplung und Verdreifachung der Erträge der traditionellen Sorten.                            |
| 1989 | Verghese Kurien                                          | Entwickelte aus den milksheds in Indien die Amul-Kooperativen, die Milch produzieren, verarbeiten und in den städtischen Zentren des Landes vermarkten.                                                        |
| 1990 | John Niederhauser                                        | Entwicklung von dauerhaften Mitteln gegen potato late blight Mehltau. |
| 1991 | Nevin S. Scrimshaw                                       | Studien über menschliche Ernährung, die zur Anwendung proteinreicher Ernährung in Entwicklungsländern führte, um Unterernährung zu bekämpfen.                                                                  |
| 1992 | Edward F. Knipling und Raymond C. Bushland               | Entwicklung der Sterile-Insekten-Technik (SIT), zur Bekämpfung von parasitären Insekten. |
| 1993 | He Kang                                                  | Initiierung von Reformen als Landwirtschaftsminister, die China in der Lebensmittelproduktion zum Selbstversorger machten.                                                                                     |
| 1994 | Muhammad Yunus                                           | Gründer der Grameen Bank in Bangladesh, entwickelte innovative Kleinkreditprogramme, um Millionen Armen den Zugang zu besserer Ernährung zu ermöglichen.                                                       |
| 1995 | Hans Rudolf Herren                                       | Entwicklung eines pest control-Programmes gegen Schädlinge der afrikanischen Maniok-Frucht. |
| 1996 | Henry Beachell und Gurdev Khush                          | Entwicklung von „Wunderreis“-Sorten, Verdopplung der Reisproduktion in Asien. |
| 1997 | Ray F. Smith und Perry Adkisson                          | Entwicklung des Konzepts Integrated Pest Management (IPM), Anwendung verschiedener umweltgerechter nachhaltiger Techniken zur Schädlingsbekämpfung bei Feldfrüchten                                            |
| 1998 | Badrinarayan Ramulal Barwale                             | Gründer der unabhängigen Saatgutfirma Mahyco, Stärkung der Saatgut-Versorgung und Verteilung in Indien. |
| 1999 | Walter Plowright                                         | Entwicklung eines Impfstoffes gegen die Viehseuche Rinderpest. |
| 2000 | Evangelina Villegas und Surinder K. Vasal                | Entwicklung von Qualitäts-Protein-Mais (QPM). |
| 2001 | Per Pinstrup-Andersen                                    | Einführung von „Food For Education“ Programmen, bei denen Familien, deren Kinder die Schule besuchen, Lebensmittelunterstützung erhalten.                                                                      |
| 2002 | Pedro A. Sanchez                                         | Entwicklung von Methoden, die Bodenfruchtbarkeit ausgelaugter Ackerböden in Afrika und Südamerika wiederherzustellen.                                                                                          |
| 2003 | Catherine Bertini                                        | Transformation des Welternährungsprogramms der Vereinten Nationen von einem Entwicklungshilfeprogramm zur größten und effektivsten humanitären Lebensmittelhilfe-Organisation                                  |
| 2004 | Monty Jones und Yuan Longping                            | Entwicklung neuer Reissorten. |
| 2005 | Modadugu Vijay Gupta                                     | Entwicklung und Verbreitung von Low-Cost-Technik für Süßwasser-Fischzucht (von Tilapia-Arten) durch die arme Landbevölkerung.                                                                                  |
| 2006 | Edson Lobato, Alysson Paolinelli, A. Colin McClung       | Pionierarbeit in der Erforschung der Ackerbodens und Verfahrensweisen um die Cerrado-Region in Brasilien für Landwirtschafts- und Lebensmittelproduktion zu erschließen.                                       |
| 2007 | Philip E. Nelson                                         | Lagerung und Transport von Obst und Gemüse |
| 2008 | Bob Dole und George McGovern                             | Schulernährungsprogramme. |
| 2009 | Gebisa Ejeta                                             | Züchtung von trocken- und strigatoleranten Hirsenhybriden. |
| 2010 | David Beckmann und Jo Luck                               | Aufbau von Bread for the World und Heifer International. |
| 2011 | John Agyekum Kufuor und Luiz Inácio Lula da Silva        | Politik der Hunger- und Armutsbekämpfung. |
| 2012 | Daniel Hillel                                            | Mikrobewässerung |
| 2013 | Marc Van Montagu, Mary-Dell Chilton und Robert T. Fraley | Landwirtschaftliche Biotechnologie |
| 2014 | Sanjaya Rajaram                                          | Kreuzung von Sommerweizen und Winterweizen |
| 2015 | Fazle Hasan Abed                                         | Gründung des Bangladesh Rural Advancement Committee (BRAC) |
| 2016 | Maria Andrade, Robert Mwanga, Jan Low, Howarth Bouis     | Biofortifikation |
| 2017 | Akinwumi Ayodeji Adesina                                 | Präsident der African Development Bank (AfDB), für Förderung der Landwirtschaft in Afrika |
| 2018 | Lawrence Haddad, David Nabarro                           | für ihre individuelle und komplementäre globale Führungsrolle bei der Verbesserung der Unterernährung von Mutter und Kind in den kritischen ersten 1000 Tagen.                                                 |
| 2019 | Simon Groot                                              | für seine Beiträge zur Versorgung von Kleinbauern mit hochwertigem Gemüse-Saatgut |
| 2020 | Rattan Lal                                               | für seine Entwicklung eines Boden-zentrierten Zugangs zur Steigerung des landwirtschaftlichen Ertrags, womit natürliche Ressourcen geschont und wiederhergestellt werden und der Klimawandel abgeschwächt wird |
| 2021 | Shakuntala Haraksingh Thilsted                           | for her groundbreaking research, critical insights and landmark innovations in developing holistic, nutrition-sensitive approaches to aquaculture and food systems                                             |
| 2022 | Cynthia Rosenzweig                                       | for her pioneering work in modeling the impact of climate change on food production worldwide |
| 2023 | Heidi Kühn                                               | for her farmer-focused development model that revitalizes farmland, food security, livelihoods and resilience after devastating conflict                                                                       |
| 2024 | Geoffrey Hawtin, Cary Fowler                             | for their extraordinary leadership in preserving and protecting the world’s heritage of crop biodiversity and mobilizing this critical resource to defend against threats to global food security              |
| 2025 | Mariangela Hungria                                       | for her extraordinary scientific advancements in biological nitrogen fixation, transforming the sustainability of soil health and crop nutrition for tropical agriculture.                                     |